# Ramsay MacDonald
James Ramsay MacDonald, FRS (tên lúc sinh James McDonald Ramsay; 12 tháng 10 năm 1866 - 9 tháng 11 năm 1937) là một chính khách Anh, là chính trị gia Công đảng Anh đầu tiên trở thành Thủ tướng Chính phủ Anh, dẫn các chính phủ Công đảng thiểu số vào năm 1924 và năm 1929-31. Ông lãnh đạo một Chính phủ Quốc gia từ năm 1931 đến năm 1935, do Đảng Bảo thủ chi phối và chỉ được ủng hộ bởi một số ít thành viên Công đảng.
MacDonald, cùng với Keir Hardie và Arthur Henderson, là một trong ba người sáng lập ra Công đảng. Ông là chủ tịch của các nghị sĩ lao động trước năm 1914, và sau khi ông bị buộc tội vào cuộc chiến tranh thế giới thứ nhất, ông là Lãnh đạo Công đảng từ năm 1922. Chính phủ Công đảng thứ hai (1929-31) bị chi phối bởi Đại suy thoái. Ông thành lập Chính phủ Quốc gia để thực hiện cắt giảm chi tiêu để bảo vệ tiêu chuẩn vàng; tiêu chuẩn vàng đã phải bị bỏ rơi sau cuộc nổi dậy Invergordon và ông đã gọi cuộc tổng tuyển cử vào năm 1931 nhằm tìm kiếm "nhiệm vụ của bác sĩ" để sửa chữa nền kinh tế. Liên minh quốc gia đã giành được sự lở đất tràn ngập và Đảng Lao động đã giảm xuống khoảng 50 ghế trong Hạ viện. Sức khoẻ của ông xấu đi và ông đã đứng lên làm Thủ tướng Chính phủ vào năm 1935 và vẫn là Chủ tịch của Hội đồng cho đến khi nghỉ hưu năm 1937. Ông qua đời vào cuối năm đó.
Các bài phát biểu, tờ rơi và sách của MacDonald đã làm cho ông trở thành một nhà lý thuyết quan trọng. Nhà sử học John Shepherd nói rằng, "những năng khiếu bẩm sinh của MacDonald về bề ngoài uy nghiêm, tướng bảnh trai và khả năng thuyết trình thuyết phục bằng chất giọng Cao nguyên đã khiến ông trở thành lãnh đạo Công đảng mang tính biểu tượng." Sau năm 1931, MacDonald đã bị Phong trào Công đảng nhiều lần lên án và phản đối kịch liệt như một kẻ phản bội lại sự nghiệp của họ. Từ những năm 1960, các sử gia đã bảo vệ danh tiếng của ông, nhấn mạnh vào vai trò sớm hơn của ông trong việc xây dựng Công đảng, đối phó với cuộc Đại suy thoái, và như là tiền thân của việc tái cơ cấu chính trị những năm 1990 và 2000.

## Tiểu sử

### Lossiemouth
MacDonald sinh tại Gregory Place, Lossiemouth, Morayshire, Scotland, cha là John MacDonald, một người nông dân trang trại, và mẹ là Anne Ramsay, một người hầu phòng. Tên đăng ký lúc sinh là James McDonald (sic).